# Dag van vergelding
Dag van vergelding (originele titel: The Exile) is een thriller uit 2004 van auteur Allan Folsom. Het is het eerste deel in een boekenreeks waarin protagonist John Barron alias Nicholas Marten centraal staat. Dit personage is een voormalig politieagent van het LAPD en tegenwoordig landschapsarchitect in Groot-Brittannië.

## Het verhaal
Lang geleden heeft in Parijs een gruwelijke moord plaatsgevonden waarbij een tienjarige jongen het leven liet. Deze moord is toevallig op 8mm-film vastgelegd. De film en het moordwapen verdwijnen voor altijd in een kluis.
John Barron, politieagent van het LAPD en lid van de elite-eenheid 5-2 Squad, maakt jacht op de huurmoordenaar Thorne. Thorne weet echter op spectaculaire wijze uit handen van de politie te blijven.
Barron raakt verstrikt in de mores van het 5-2 Squad en wordt gedwongen een vals politierapport op te stellen over de mislukte arrestatie van een moordenaar. De moordenaar was ongewapend maar koelbloedig vermoord door een lid van het 5-2 Squad.
Door dit voorval besluit hij de politie vaarwel te zeggen, maar niemand verlaat het 5-2 Squad levend...
Daarnaast is Barron nog steeds geobsedeerd door Thorne en de aanwijzingen die hij achterliet: sleutels van een kluis, een zakagenda met onleesbare notities.
Hij vestigt zich in de Britse stad Manchester en leest daar in de krant dat er in Parijs een lijk is gevonden en de wijze waarop deze persoon is omgebracht wijst maar in één richting: Thorne. Hij spoedt zich naar Parijs om meer te weten te komen.
Tot overmaat van ramp achterhaalt ook het 5-2 Squad zijn verblijfplaats.

## Personages
- John Barron/Nicholas Marten, politieagent en landschapsarchitect
- Kovalenko, een Russische politieagent
- Red McCarty, hoofd 5-2 Squad